# Fort Mrač
Fort Mrač is een fort in de Tsjechische plaats Mrač. Het fort staat op een heuvel boven het dorp, meer bepaald boven de deelgemeente Podmračí, op ongeveer vijf kilometer afstand van Benešov. Het is het enige bewaard gebleven fort in Centraal-Europa met courtine, dat dienstdeed als paleis en verdedigingswerk. Niet alleen het fort zelf, maar ook het bijbehorende terrein en enige overgebleven ruïnes zijn uitgeroepen tot cultureel monument.
In juli vindt bij het fort het jaarlijks terugkerende Historisch Festival Mrač (Tsjechisch: Historický festival Mrač) plaats.

## Geschiedenis
De eerste schriftelijke vermelding van een fort in Mrač dateert van 1318, toen het in gebruik was als residentie van Zdislav z Mrač. Zijn fort stond ongeveer honderd meter oostelijker en verdween doorheen de jaren. Vóór het einde van de veertiende eeuw kwam Mrač in bezit van een tak van de familie Benešovici, die het huidige fort liet optrekken. De eerst bekende eigenaar was Beneš z Lopřetice na Mrač, in 1438 gevolgd door Beneš z Dubá. Fort Mrač bleef in bezit van de familie tot 1540, toen het werd aangekocht door Jaroslav z Šelmberk. Op enig moment werd het fort, samen met Komorní Hrádek, overgedragen aan de familie Waldstein, maar tijdens de Dertigjarige Oorlog raakte het in verval.
Aan het einde van de zeventiende eeuw, toen het landgoed toebehoorde aan de familie Bruntálský z Vrbno, werd Fort Mrač omgebouwd tot graanschuur. In de tweede helft van de 19e eeuw, onder de familie Lobkowicz, kreeg het fort wederom een nieuwe bestemming, ditmaal als huisvesting voor arbeiders van de granietgroeven van Mrač. Anno 2025 is Fort Mrač nog steeds in privébezit. 

## Architectuur
Fort Mrač is een drie verdiepingen tellend gebouw met rechthoekige plattegrond. De begane grond diende oorspronkelijk voor handelsdoeleinden. Via een houten trap en galerij komt men op de eerste etage; via een binnentrap kunnen de woonverdieping op de tweede etage en de zolder worden bereikt.
De ommuring van Fort Mrač is twee meter dik en negen meter hoog - het fort steekt slechts enkele meters boven de muur uit. De toegang tot de vijfhoekige binnenplaats kan worden bereikt via een poort in de oostelijke muur. Het fort werd oorspronkelijk alleen vanaf de binnenplaats verlicht, voornamelijk door kleine schietgaten en een raam op de tweede verdieping aan de zuidzijde.